# KAJI
KAJI (カジ、2000年8月24日 - ) は、日本のヒューマンビートボクサー。

## 経歴
10歳の時にDaichiの演奏に衝撃を受け、ビートボックスを始める。本格的に始めた直後はHIKAKIN、Daichi、すらぷるため等の動画を視聴していた。
2016年、Boost岐阜でバトルに初出場し、JBC、ABCといった数々の大会に出場する。SARUKANIのメンバーの中では最も早い時期にバトルに参加していた。
2019年に台湾で行われた「Asia Beatbox Championship 2019」にて、共に参加していたSO-SOらと意気投合したことがきっかけでSARUKANIを結成する。
2020年からのコロナウイルス流行後は現場でのバトルからオンラインへとシフトすることで活動の場を広げ、数多くのオンラインバトルにて優勝を果たす。
Grand Beatbox Battle(以後Gbbと略す) 2021 WORLD LEAGUEではタッグとクルーの2部門に出場し、クルーでは2位入賞という結果を収める。
2022年5月より「Chiwon」名義で楽曲制作を開始。
2023年11月に行われた「Beatland Beatbox Battle」にて二回の動画予選をfabley、mr.androideを破り通過、その後の現地、バリでの大会では準決勝で韓国のビートボクサーのSonus、決勝では南アフリカのビートボクサー、Remixを破り、優勝を果たした。この大会の勝利により、KAJIのGBB2024への出場が決定した。そして大会後、自身のbeatlandの経験や使用したネタを題材としたKajiの初のEP、『10.553』をリリースした。EP名に含まれる、『10』はBeatlandに出場するためのワイルドカードにてKajiがとった順位であり、『553』は彼が初戦で戦ったfableyとの視聴者投票戦にて彼が獲得した票数となっている。
2024年11月に開催されたGBB2024 TOKYOにて、前述の『Beatland Beatbox Battle』の優勝枠として出場、予選は8人が本戦へ出場できる中、6位にて通過。初戦は韓国の強豪であるWingが相手であったが、見事勝利を勝ち取った。最終的には4位という結果になった。なおGrand beatbox battleにて日本人がTop4にランクインするのは2018年のGbbにて出場したBataco以来である。
2025年3月29日に翌年のGbb25に出場するため、ワイルドカードのネタである『Stimulation』を投稿。Gbb25のワイルドカード枠はGbb18にて大会を優勝したcodfishや、強豪新世代のexallos,dropicalなど多くの実力者がワイルドカードに挑戦し、『魔境』と呼ばれるほどの環境であった中、彼は1位を獲得した。日本人がワイルドカードにて1位を取ることは2018年のGbbに出場したSHOW-GO以来である。

## 人物
- 好きなビートボクサーは「Vahtang」と公言しており、「死ぬほど音でかいし歌も凄いし、めちゃめちゃ刻むのに全然音がぶれへん」と語っている。
- 英語が得意であるためSARUKANIではラップを担当しており、GBB2021のインタビュー動画ではKoheyの通訳を務めていた。
- SUZURIにてTシャツ、トートバッグといったグッズを販売している。モチーフはハリネズミ、シマエナガ、蛇[3]。
- 彼の座右の銘は『stay nerd』(オタクであれ)である。

## 大会実績
| 大会名                                   | 結果       |
| ---------------------------------------- | ---------- |
| Breath Out Vol.3 2017                    | 優勝       |
| Japan Beatbox Championship 2017 関西予選 | 優勝       |
| Japan Beatbox Championship 2017          | ベスト8    |
| Asia Beatbox Championship 2019           | 出場       |
| Beat Da Plague 2021                      | 優勝       |
| MAD METAL BATTLE 2021                    | ベスト16   |
| Desire Online Beatbox Battle             | 優勝       |
| Japanese Online BeatboxBattle 2021       | 優勝       |
| ROFU BEATBOX CONTEST 2021 課題曲B        | グランプリ |
| BEATCITY JAPAN2023                       | ベスト4    |
| Beatland 2023 solo部門                   | 優勝       |
| Grand Beatbox Battle 2024 TOKYO          | 4位        |

## EP
| EP名      | リリース日     |
| --------- | -------------- |
| 10.553    | 2023年07月1日  |
| stay nerd | 2024年04月23日 |